# T-35重型坦克

T-35重型戰車是蘇聯在二次世界大戰前設計，在蘇德戰爭初期使用的多砲塔重型戰車。它同時是世界上唯一量產的，並且擁有5個砲塔的重型戰車。然而該戰車的機動力不足和低可靠性在實戰中被充分暴露出來。大部份的T-35戰車都在德國入侵蘇聯的巴巴羅薩行動初期被擊毀或者俘獲，然而大部分的損失並非是被德軍擊毀，而是因為機械故障或乘員操作失誤導致戰車的破壞而不得不被拋棄。雖然從外觀上看來T-35的體型巨大，但內部極為狹窄且多隔間。
每一台T-35重型戰車都会做一些小小的改變，因此，每台T-35戰車都是獨一無二的。

## T-35A
1938年尽管红军中越来越对超重型戰車抱有疑问，还是生产了最后10辆T-35，其最大的特点是采用了锥形的炮塔，序号从No. 234-34到1939年6月生产的744-67，它们的前方车体装甲和炮塔装甲加厚到70和30MM，有五辆戰車(234-34, 234-35, 234-42, 61-744, 744-62)在炮塔后方机枪上加装了圆形枪座。

## 外部連結
- The T-35 Heavy Tank（页面存档备份，存于） at the Russian Battlefield (battlefield.ru).
- Very large Russian photo gallery（页面存档备份，存于） (grayknight.narod.ru)
- U.S. WWII Newsmap, "Russian Armored Vehicles", hosted by the UNT Libraries Digital Collections（页面存档备份，存于）
- T-35 tank（页面存档备份，存于） T-35 tank in Kubinka tank museum.